# Корпорація Нерухомості РІЕЛ
Корпорація Нерухомості РІЕЛ — українська девелоперська компанія, що працює на ринку нерухомості Львова та Києва. Найбільший забудовник Львова згідно з bild.ua станом на 2023 р. У 2021 р. за версією ділового журналу Деньги.ua входила до п'ятірки найбільш надійних компаній.

## Загальна інформація
Портфель Корпорації Нерухомості РІЕЛ складається з 500 тис. м² вже реалізованої житлової та комерційної нерухомості та 600 тис. м² житлової та комерційної нерухомості, що зараз будується та продається у Києві та Львові.

## Історія
Корпорацію Нерухомості РІЕЛ було засновано восени 2003 року львівським підприємцем та меценатом Ростиславом Мельником.
У 2004 році РІЕЛ розпочала власне будівництво двох житлових будинків бізнес-класу на вул. Чупринки, 119 (введено в експлуатацію у 2005), та вул. Карпинця, 8 (введено в експлуатацію у 2006), у Львові.
Під час фінансово-економічної кризи 2008—2009 років компанія зберегла робочий темп, ввела в експлуатацію близько 4 тис. м² нерухомості у Львові та розпочала будівництво двох нових житлових будинків.
У 2013 році Корпорація Нерухомості РІЕЛ вийшла на столичний ринок. В Києві стартувало будівництво ЖК «ELYSEUM», що розташований неподалік від центру міста.
У 2015 році КН РІЕЛ вводить в експлуатацію сім ЖК у Львові та продовжує будівництво у Києві. У 2016-му Корпорація Нерухомості РІЕЛ розпочинає будівництво ЖК «Велика Британія» у Львові та ЖК «Львівський Квартал» у столиці. На інвестиційному форумі МІРІМ-2016 в Каннах компанія представляє українську будівельну спільноту. У 2017 році у складі Асоціації Західноукраїнських забудовників організовує Форум девелоперів України з питань містобудування. Того ж року компанія вводить в експлуатацію чотири ЖК у Львові та один у Києві (ЖК «ELYSEUM») загальною площею близько 50 тис. м2 та розпочинає будівництво трьох нових ЖК у Львові.
У 2018 році КН РІЕЛ вводить в експлуатацію п'ять ЖК у Львові та дві черги ЖК «Львівський Квартал» у столиці. Розпочато будівництво трьох нових ЖК: одного у Києві та двох у Львові.
У 2019 році Корпорація Нерухомості РІЕЛ розпочинає будівництво чотирьох ЖК: двох у Львові (зокрема — проєкту «Містечко Підзамче») та ще двох у Києві.
Під час пандемії коронавірусу 2020—2021 року, КН РІЕЛ не припинив будівництво на жодному із майданчиків. Цьому також посприяла діджиталізація всіх процесів організації, що була втілена корпорацією в цей час.
Восени 2020 року КН РІЕЛ запускає на своєму корпоративному сайті маркетплейс нерухомості, який дає можливість покупцеві зробити вибір квартири у будь-якому з проєктів КН РІЕЛ у режимі онлайн.
Того ж року компанія розпочала у столиці будівництво проєкту ЖК Nordica Residence на столичному Печерську.
З початку повномасштабного вторгнення росії в Україну РІЕЛ надавала будівельні матеріали та техніку, допомагала з розселенням переселенців, передавала військове спорядження та харчі для Сил оборони. Також запроваджено програму додаткових знижок та можливість розтермінування платежів для військовослужбовців, медичних працівників та переселенців. Вже 12 квітня 2022 року КН РІЕЛ оголосила про введення в експлуатацію перших об'єктів із початку повномасштабного вторгнення — п'яти будинків в першій черзі ЖК «Riel City».
Київський ЖК «Львівський Квартал» від КН РІЕЛ пережив два обстріли — 28 квітня та 26 червня 2022.
1 жовтня 2022 року КН РІЕЛ почала співпрацю з уповноваженими банками по урядовій програмі іпотеки «єОселя».
За 2022 рік девелопер здав 5 об'єктів (близько 80 тисяч квадратних метрів житлової площі).
У листопаді 2023 року КН РІЕЛ приєдналася до програми «єВідновлення», ініційованої Міністерством розвитку громад і територій України, підтвердивши намір допомагати у відновленні житла для українців, постраждалих від війни. Програма, запущена в травні 2023 року, пропонує компенсації у вигляді житлових сертифікатів для інвестування в нерухомість або покупки житла на первинному та вторинному ринках.

## Керівництво
Генеральним директором Корпорації Нерухомості РІЕЛ є її засновник — львівський підприємець та меценат Ростислав Мельник. Головним керівним органом Корпорації є Рада директорів.

## Благодійність
Серед благодійних проєктів ідтримка дитячого спорту — тенісні турніри для дітей віком 4-10 років; допомога в реабілітації військовим на базі реабілітаційного центру «Модричі»; інші волонтерські ініціативи.
Під час загострення ситуації з Covid-19 КН РІЕЛ неодноразово допомагала лікарям засобами тестування. Взяла участь у будівництві додаткових залів для розміщення хворих у львівській лікарні швидкої допомоги: лише за два з половиною тижні було споруджено зал на 130 додаткових ліжок. Відтак, ЛКЛШМД перетворилася у найбільший в Україні шпиталь для коронавірусних хворих на 350 ліжок.
З початку повномасштабного російського вторгнення РІЕЛ допомагала військовим, сприяла укріпленню оборони Києва та Львова. Також компанія долучилася до облаштування пішохідного пропуску «Краківець — Корчова».
В лютому 2023 року КН РІЕЛ долучилась до спонсорської підтримки осередку Пласт Львів — найбільшої та найстарішої скаутської організації України.

## Нагороди
- 2019 рік: один з львівських проєктів КН РІЕЛ — ЖК «Новий Форт» («Містечко Підзамче») посідає перше місце у номінації «Міське планування» на Всеукраїнському конкурсі архітектури та урбаністики Ukrainian Urban Awards[31].
- 2019 рік: Microsoft Ukraine нагороджує Корпорацію Нерухомості РІЕЛ та консалтингову компанію LEO Consulting відзнакою «Проєкт року» за застосування сучасних інструментів управління проєктами й організації роботи, що розроблені Microsoft[32].
- 2021 рік: КН РІЕЛ, за версією видання «Деньги.ua», визнана одним з п'яти найбільш надійних девелоперів в Україні (за результатами аналізу ринку за 2020-й та початок 2021 років)[2].